# Teplîk
Teplîk (în ucraineană Теплик) este așezarea de tip urban de reședință a raionului Teplîk din regiunea Vinnița, Ucraina. În afara localității principale, nu cuprinde și alte sate.

## Demografie
Componența lingvistică a așezării de tip urban Teplîk
     Ucraineană (98,72%)
     Rusă (1,05%)
     Alte limbi (0,12%)
Conform recensământului din 2001, majoritatea populației așezării de tip urban Teplîk era vorbitoare de ucraineană (98,72%), existând în minoritate și vorbitori de rusă (1,05%).